# Puma (transporter opancerzony)
Puma – rodzina lekkich transporterów opancerzonych będących na wyposażeniu włoskiej armii.
Osiem pułków kawalerii i dwa sił specjalnych zostało wyposażonych w 330 egzemplarzy 4-kołowych. 250 egzemplarzy wersji 6-kołowej służy w  pułku włoskiej piechoty morskiej "Serenissima", brygadzie spadochronowej "Folgore" i w alpejskich pułkach piechoty.

## Wersje
- Puma 6x6 wyprodukowano 250 egzemplarzy.
- Puma 4x4 wyprodukowano 330 egzemplarzy.

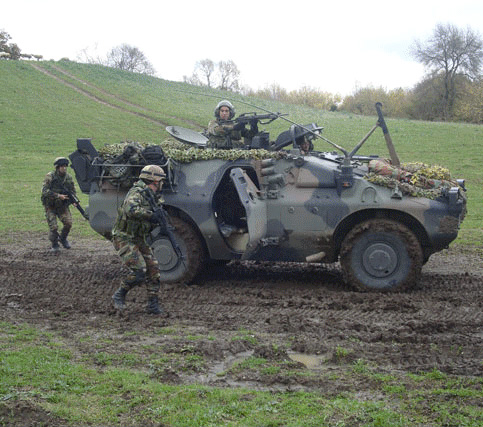
Puma 4x4